# Johann Carl Dähnert

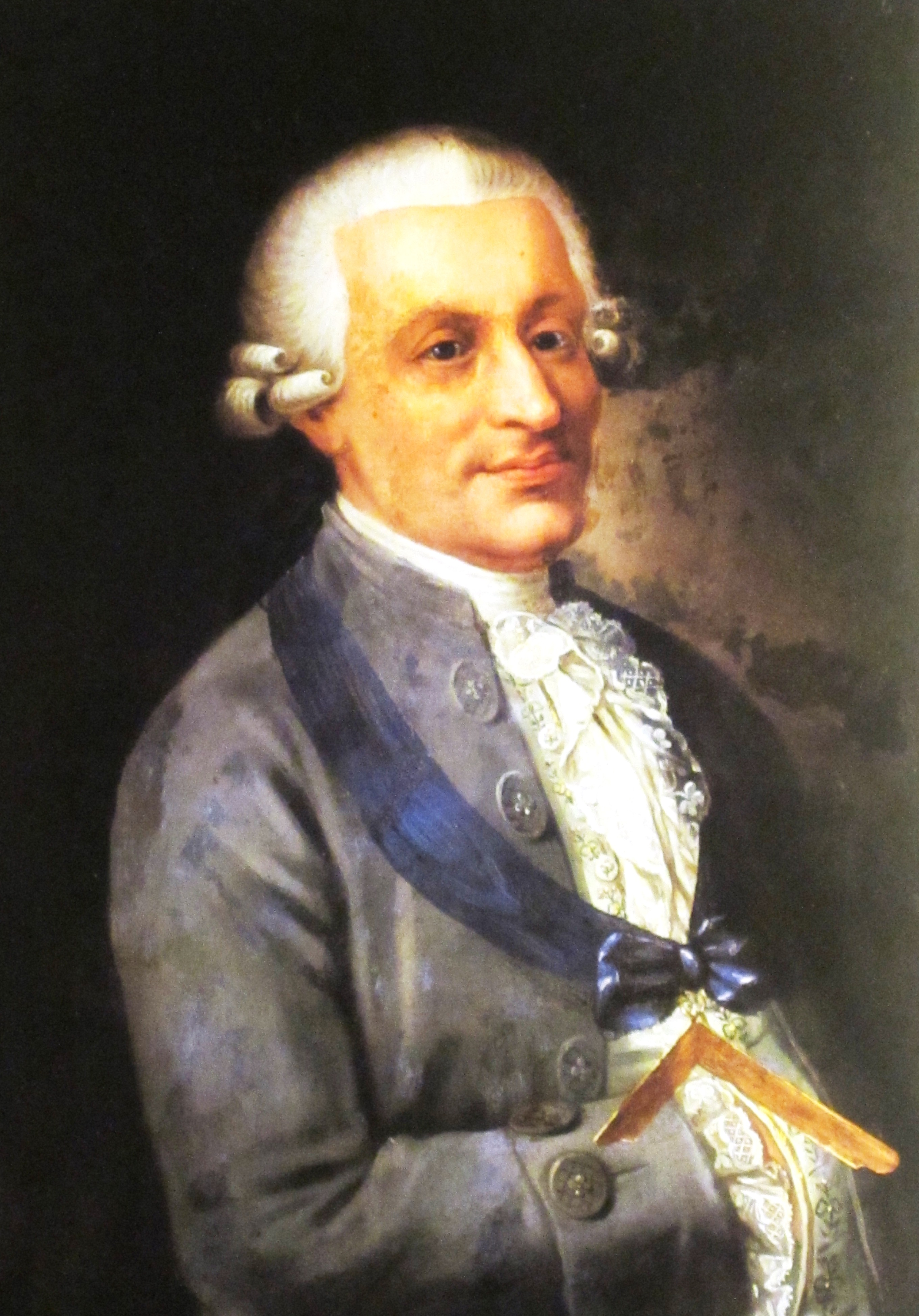
Johann Carl Dähnert.

Johann Carl Dähnert, född 10 november 1719 i Stralsund, död 5 juli 1785 i Greifswald var en jurist, historiker och universitetsbibliotekarie i Svenska Pommern.
Johann Carl Dähnert var son till handelsmannen Johann Christoph Dähnert. Han var elev vid Stralsunds gymnasium och därefter från 1738 student vid Greifswalds universitet. Han blev 1740 ledamot av Deutsche Gesellschaft där och var från 1743 dess sekreterare. 1747 blev Dähnert universitetsbibliotekarie. 1748 blev han sjätte professor vid filosofiska fakulteten vid universitetet och började 1752 föreläsa i svensk statsrätt. Dähnert immatrikulerades som advokat i pommerska hovrätten 1752 och blev 1757 professor i svensk statsrätt vid Greifswalds universitet.